# Skovshoved Filmen
|  | Denne artikel er oprettet af botten Steenthbot ud fra en ekstern database. Den kan derfor have sproglige fejl eller mangler. Denne skabelon kan fjernes efter kontrol af indholdet. |

Skovshoved Filmen er en dansk dokumentarisk optagelse fra 1929.

## Handling
Billeder fra Skovshoved i 1929. Blandt andet fra kirken og havnen. Klippet er uden lyd.